# Stadion Czarnych Dęblin
Stadion Miejski w Dęblinie – stadion piłkarski znajdujący się w Dęblinie przy ulicy 15-ego Pułku Piechoty "Wilków" 4. 